# フィリッパ・フット
フィリッパ・ルース・フット（Philippa Ruth Foot、旧姓Bosanquet、1920年10月3日 - 2010年10月3日）は、イギリスの哲学者。倫理学分野における業績で著名であり、今日の徳倫理学を築いたうちの一人と目されている。
晩年の業績では、彼女自身の1950年代・1960年代の研究に窺える立場から大きな変化を示している。それはアリストテレスの倫理学が、より新しい義務論や功利主義といった倫理学説にも対抗しうるほど上手く現代社会の問題に適応可能であることを示し、再評価しようという試みと捉えることが出来る。
また、特に帰結主義への批判により、分析哲学のうちに規範倫理学を再び打ち立てようとした研究も非常に重要である。よく知られた例は、いわゆる「トロッコ問題」であり、この問題については今日も議論が続けられている。フットの方法論には後期ウィトゲンシュタインの影響が見てとれるが、ウィトゲンシュタインによって扱われた題材をそのまま取り上げることはほとんどなかった。

## 生涯
母のエスター・クリーブランドは、アメリカ合衆国大統領を務めたグロバー・クリーブランドの娘であり、エスターはホワイトハウスで生まれた。父方の祖父は1900年から1917年までロンドン上級弁護士を務めたフレデリック・アルバート・ボーザンケト卿である。
オックスフォード大学サマーヴィル・カレッジの学生として哲学の勉強を始める。後、チューター。当時繰り返し行ったエリザベス・アンスコムとの議論を通じて、非認知主義の誤りを悟る。
カリフォルニア大学ロサンゼルス校哲学科でGriffin Professorを長い間務めた。
歴史家のマイケル・リチャード・ダニエル・フットと結婚、後に離婚した。
2010年10月3日、90歳の誕生日に死去した。

## 非認知主義批判
フットの1950年代後半の仕事を一言でいうとメタ倫理学といえる。すなわち道徳的判断や道徳的談話の地位に関する研究である。当時の代表的な論文は「道徳的論証」(Moral Arguments) および「道徳的信念」(Moral Beliefs) であり、前世代が行った倫理学理論への分析的アプローチの非認知主義的規則を覆した。
非認知主義アプローチは、古くは例えばデイヴィッド・ヒュームにも見られるが、アルフレッド・エイヤー、チャールズ・スティーブンソン、リチャード・マーヴィン・ヘアらによって分析的に定式化されたことで有名になった。これらの論者はよい／わるい、正しい／誤っているといったいわゆる「薄い倫理的概念」に注目し、こうした概念は当該の事柄の正しい何かについて主張するために用いられているわけではなくて、情動ないし（ヘアの場合）規範を表明するために用いられている。
この種の「薄い」倫理的概念の分析は、それよりも具体性ないし「厚さ」の点で勝る卑劣、残忍、貪欲といった概念について特殊な切り分けを行う説明と関連している。それらの概念は、非認知的で「評価的」な要素を、明白で「単に記述的」な要素に結びつけていると考えられる。
フットはこの区別を批判し、厚い概念というものの基礎をなす説明を問題にしようと考えた。道徳的判断の認知的で真理評価可能であるという性質を独特の仕方で擁護しようとして、合理性や道徳性を正面から論じたという点で、彼女の論文は非常に重要である。
「厚い」倫理的概念を伴う実際的考慮（「でもひどいよねえ」「そりゃだめだわ」「それは彼女のだ」「しないって約束したんだ」）によって人々は、他ではないある仕方で行動するよう仕向けられるが、それらは記述的であるという点では人生に関係する他の判断と変わるところはない。「火曜日には終わるだろう」とか「それにはだいたいペンキ3箱は必要だ」といった推論との違いは、事実に基づかない態度表目有為の「道徳的」要素が混じっているからではなくて、人間には卑劣なことや残忍なことをしない理由があるという事実によるものである。
フットはこの問題をライフワークとしており、すべての時期の著作で取り上げている。プラトンの対話篇に登場する非道徳家カリクレスやトラシュマコス、またニーチェを繰り返し論じる中でも、この問題が取り上げられることがある。

## 道徳の合理性

### 初期著作における「なぜ道徳的であるべきか」
「なぜ道徳的であるべきか」という問題（フットの考え方からすれば、「なぜ公正であるべきか」、「なぜ中庸であるべきか」、などに分割して言えるかもしれないが）をめぐって、フットの学説は驚くほど何度も変化している。論文「道徳的信念」においてフットは、勇気、節制、正義などといった広く受け入れられた徳が奨励されているのは理由があるのであり、したがって徳に従って行為するのが合理的であると論じた。道徳的判断の認知的性格を擁護する際にフットが（その語は使わずに）強調した「厚い」倫理的概念は、このような合理的に奨励された特徴（つまり徳）に関連するものである。だからこうした徳は、適当に選ばれた行為の記述とは違う。重要なのは、「正しい行為」と（例えば）「火曜日にする行為」との違いは、エイヤーやスティーブンソンが言うのとは違って「情動的」な意味の如何に関わるのではないし、ヘアが言うのとも違って、ひそかに命令的な意味合いが含まれているかどうかに関わるわけでもないということである。

### 中期著作における「なぜ道徳的であるべきか」
フットはそれから15年後、論文「仮言命法の体系としての道徳」(Morality as a System of Hypothetical Imperatives) において、正義や仁愛といったとりわけ他者に関わる徳を論じるにあたって、立場を変化させた。フットによれば、確かに勇気、節制、賢慮を奨励する理由は誰にでもあるが、何を欲しようと、あるいは何に価値を置こうと、正義や仁愛による行為の合理性は偶然的な動機に基づいている。この説に腹を立てる者も多いだろうが、フットがいうには、ある意味ではこの説は元気づけるものとなるはずである。カントの言について再解釈した有名な文章の中でフットは「私たちは徳という軍隊に徴集されているのでなく、志願兵なのです」と述べている。誰かの少なくともどこかが不正であるからと言ってそれが不合理だという証拠を述べることはできないとしても、我々自身が正義と仁愛を擁護し奨励していることに不安を感じるわけではないからである。「包囲を受けていた辛い期間にレニングラードの市民が献身的に都市と人々を守っていたことが偶然的だったからといって、レニングラード市民をおとしめるわけではないのです」。

### 後期著作における「なぜ道徳的であるべきか」
著書『自然的な善性』(Natural Goodness) ではまた別の路線が試みられている。行うべき理由が一番あることは何かという問題は、実践理性の善い働きとは何かということと関連がある。翻って後者は、ある動物の器官や機能の働きに善悪の基準を求めるとき、その動物種は何かということと関連がある。例えばある動物の視野が良いか悪いかを明らかにするためには、当該動物種が何かを知らなければならないのだから、ある主体の実践理性がよく発達しているかどうかという問題は、その主体が何という動物種かに左右される（この考え方は、「評価的」内容を潜在的に含むものとして動物種を見たとき成立する。これは現代的な生物学の立場からは批判される可能性がある。そうであったとしても、それが人間の認知の仕方に深く根付いたものであると言うことはできる）。この場合、実践理性をよく構成するために何が役立つかは、我々がなんらかの感情と欲望の可能性や、ある種の骨格と神経組織などによって特徴付けられる人間であるということに左右される。   
以上を踏まえれば、道徳的配慮の合理性を新しい仕方で論じることが可能になる。人間は最初から、正義とはまさしく徳であるという確信を抱いている。それ故よく構成された実践理性が正義への配慮をもって作動しているという確信は、「他者をそのような仕方で考慮すること」が「人間が共生する仕方」であることを意味している。（他者の考慮が人間の共生の仕方であるという考察は、実際の人間には他者を考慮しないことがあるという事実と矛盾しないものとして理解されなければいけない。これは、歯科医が「人間にはn本の歯がある」という考察がそれより歯が少ない人も数多いということと矛盾しないものとして理解しているのと同じである。）理性的で社会的なある動物種を特徴付けるのは、他者とその善性を考慮する実践的計算であるという考察には、いかなる矛盾もない。  
当然だが、同じ理由で、そのような他者への配慮とは相容れないような理性的な生活形態の概念にも矛盾はない。その場合、個々人を傷つけたり妨害をすることによってしか他者への配慮を強制することはできない。正義や仁愛の合理性は分析的なものではない。むしろ、正義が徳であり、正義への配慮がまさしく行為に向かう理由であるという人間の確信は、我々人間のような理性的存在が第一位にあるという確認なのである。理性的な動物がそのようにあることは不可能であると考える理由はないが、正義への配慮が欺瞞であると考える理由もない。
もちろん正確にはそうではなく、人間は第二位の存在に過ぎず、従って我々が高く評価する正義と仁愛が人為的で誤りであると考えることもできる。フットは男らしさや女らしさへの考慮が人為的で誤りであるという考えをもっていた。それらは大事なことから目をそらさせる「単なるしきたり」に過ぎない。このような正義の扱い方はプラトンの対話篇に登場する非道徳家カリクレスやトラシュマコスの立場であり、このような仁愛の扱い方はニーチェの立場である。  
カリクレスとニーチェの場合にこれが表明されるのは、おそらくそれぞれ正義と仁愛が個人の情動器官を歪めることによってしか教え込むことができないと主張する時である。フットは本書の末尾で、ニーチェによっていわば常識的立場に反して行われた証明を無害にしようという試みである。まずフットは、良心の呵責やルサンチマンなどを抱かせるといった人間情念に危害を与えることによって教え込めない生き方は真実のものではないというニーチェの基本的前提を認める。フットは例えばある種の女性性やマナー第一主義に対してニーチェ的な反論を行っている。フットによれば、それでも正義と仁愛は人間に「適合」しており、両者に対するカリクレスとニーチェの批判を受け入れる理由はない。

## 代表的著作
- Virtues and Vices and Other Essays in Moral Philosophy. Berkeley: University of California Press; Oxford: Blackwell, 1978 (there are more recent editions).
- Natural Goodness. Oxford: Clarendon Press, 2001.
『人間にとって善とは何か: 徳倫理学入門』高橋久一郎監訳・河田健太郎・立花幸司・壁谷彰慶訳、筑摩書房、2014年4月。ISBN 978-4-480-84302-9。
- Moral Dilemmas: And Other Topics in Moral Philosophy, Oxford: Clarendon Press, 2002.